# Glina (Chorwacja)
Glina – miasto w centralnej Chorwacji, w żupanii sisacko-moslawińskiej, siedziba miasta Glina. W 2011 roku liczyła 4680 mieszkańców.

## Historia
Pierwsza wzmianka o mieście pochodzi z czerwca 1284. W 1737, podczas wojny z Turkami zebrał się tu sabor – chorwacki parlament. Znajdowała się tu też kwatera bana Jelačicia, komendanta wojskowego podczas najazdu Turków.
W połowie XVIII wieku hrabia Ivan Drašković założył w Glinie lożę masońską, która krzewiła idee jakobinów z rewolucji francuskiej, dopóki cesarz Franciszek Józef I nie zakazał jej działalności w 1798.
Podczas II wojny światowej Glina weszła w skład Niepodległego Państwa Chorwackiego. 3 sierpnia 1941 w serii zorganizowanych przez ustaszów pogromów zginęło ponad 2600 Serbów. Większość z nich zamordowano w budynku cerkwi prawosławnej.
Podczas wojny w Chorwacji miasto Glina znalazło się na terenie nieuznawanej przez rząd chorwacki Republiki Serbskiej Krajiny. Wielu Chorwatów opuściło wtedy ten region, wielu również zostało zabitych.
6 sierpnia 1995, po operacji armii chorwackiej Glina stała się pełnoprawną częścią Chorwacji.

## Pogrom w Glinie
Pogrom w Glinie wydarzył się w sierpniu 1941. Był to jeden z największych aktów ludobójstwa na terenie byłej Jugosławii podczas II wojny światowej. Serbska ludność Gliny została wymordowana w maju 1941, kilka miesięcy po zajęciu Jugosławii przez nazistowskie Niemcy. Ustasze, pod przywództwem Ante Pavelicia ustanowili na terenie Chorwacji. Bośni i Hercegowiny i części Serbii nazistowskie Niepodległe Państwo Chorwackie. Rząd NDH prowadził wobec Serbów politykę eksterminacji, którą jeden z ministrów podsumował Co trzeciego zabić, co trzeciego wypędzić, co trzeciego nawrócić (na rzymski katolicyzm)